# Fiat Regatta
Ne doit pas être confondu avec Fiat Regata.
La Fiat Regatta, (avec deux T) est une voiture fabriquée par le constructeur italien Fiat dans sa filiale argentine Fiat Concord entre 1985 et 1995.
Cette berline traditionnelle à trois volumes, traction avant, utilise la plate-forme de la Fiat Ritmo (Strada dans les pays anglo-saxons) lancée en Italie en 1983.

## Première série - 1985
Comme pour sa sœur aînée italienne, la Fiat Regatta argentine connu deux séries. Fabriquée dans l'usine Fiat de Cordoba à partir de 1985, et sera un acteur important du segment des berlines moyennes dans le pays. Le marché argentin étant très demandeur de ce type de véhicule, elle ne sera que très peu exportée vers les autres pays d'Amérique Latine ; les droits de douane étant aussi très dissuasifs.
Avec sa ligne filante et son habitacle très spacieux, la Fiat Regatta sera disponible en différentes versions uniquement avec des moteurs essence : 
- Regatta 65, avec un moteur de 1 372 cm3 développant 63 ch à 5 800 tr/min,
- Regatta 85, avec un moteur de 1 498 cm3 développant 82 ch à 5 500 tr/min,
- Regatta 100, avec un moteur de 1 995 cm3 développant 110 ch à 5 000 tr/min.

Ces différentes versions étaient disponibles en finition normale ou S, selon les modèles.
La version break, baptisée Weekend chez Fiat à l'époque a été présentée en 1986, deux ans après la Fiat Regata italienne, et ne comportera que le moteur essence de 1 498 cm3.

## Seconde série - 1986
Comme pour son homologue italienne, la Fiat Regatta 2e série ne subira que quelques retouches ciblées sur des éléments de carrosserie sans pour autant altérer la ligne de la voiture. Fiat Concord en profita également pour modifier les revêtements intérieurs en les rendant encore plus luxueux. 
La fabrication prendra fin en 1995 alors que le pays commençait à plonger dans une grave crise financière.

## La Fiat Regata dans le monde
- Italie : Fiat Regata et Regata Weekend - 822 000 exemplaires
- Espagne : modèle dérivé Seat Malaga
- Turquie : identique à l'original italien fabriqué par Tofas.

## La Fiat Regatta au cinéma
Dans le film Gung Ho, du saké dans le moteur avec Michael Keaton, on peut voir une usine automobile aux USA dans laquelle sont fabriquées des voitures japonaises qui sont en réalité des Fiat Regatta et Spazio de l'usine Fiat de Córdoba, Argentine.